# کوپر هویت، موزه طراحی اسمیتسونین
کوپر هویت، موزه طراحی اسمیتسونین (به انگلیسی: Cooper Hewitt, Smithsonian Design Museum) یک موزۀ طراحی است که در موزۀ مایل آپر ایست ساید در منهتن، شهر نیویورک واقع شده‌ است. این یکی از ۱۹ موزه‌ای است که زیر نظر مؤسسۀ اسمیتسونین قرار دارد و یکی از سه مرکز اسمیتسونین است که در شهر نیویورک واقع شده‌ است، دو موزۀ دیگر موزۀ ملی سرخپوستان آمریکایی مرکز جورج گوستاو هیه در بولینگ گرین و بایگانی هنر آمریکایی، و مرکز تحقیقات هنر نیویورک در منطقۀ فلات‌آیرون هستند. این تنها موزه در ایالات متحدۀ آمریکا است که به طراحی تاریخی و معاصر اختصاص دارد. مجموعه‌ها و نمایشگاه‌های آن حدود ۲۴۰ سال زیبایی‌شناسی و خلاقیت طراحی را بررسی می‌کنند.